# Wilhelm Heise (Ingenieur)
Georg Heinrich Wilhelm Heise (* 27. Juli 1846 in Hamburg; † 24. April 1895 in Tokio) war ein deutscher Ingenieur („Civil-Ingenieur“), der von 1871 bis 1895 als O-yatoi gaikokujin („Kontraktausländer“) an der Modernisierung Japans mitwirkte.

## Leben und Wirken

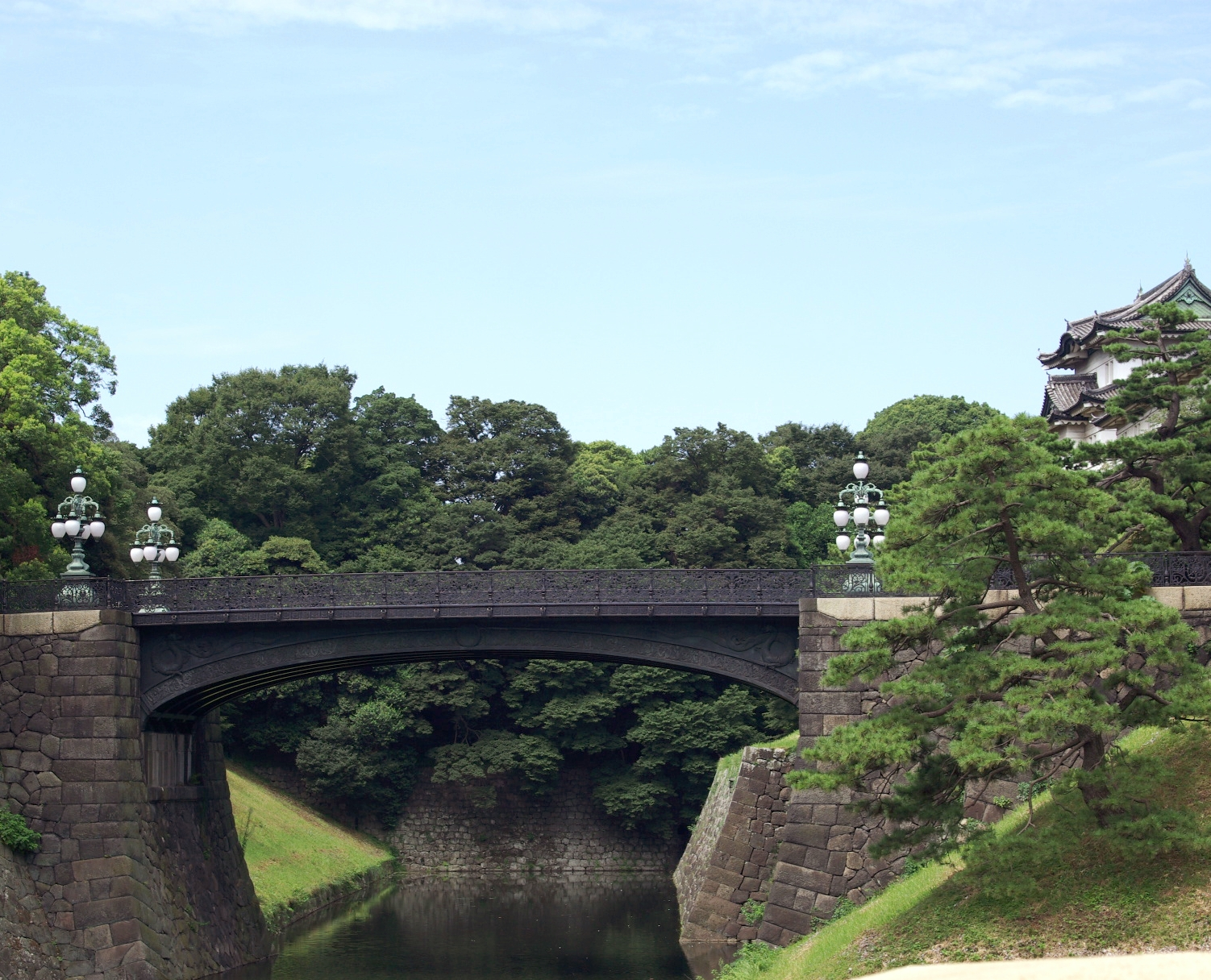
Eisenbrücke Nijūbashi zum Kaiserpalast Tokio

Heise wurde als erster Sohn des Rechtsanwalts Dr. jur. Wilhelm Leopold Heise (1814–1870) und dessen Frau Therese, geb. Bartels (1816–1857), in Hamburg geboren. Über seinen ersten Lebensabschnitt ist wenig bekannt. Er studierte an der Technischen Hochschule Karlsruhe.
Ab Januar 1870 lebte Heise in Japan. Im März 1871 kam er als offizieller Berater der Meiji-Regierung in die Lehensprovinz Kanazawa, wo er die Aufgabe übernahm, die Kaga-Eisenwerke (Kashū Hyōgo Seitetsushō) des Kanazawa-han in Kōbe aufzubauen. Die Werke sollten der Herstellung von Eisenprodukten und dem Schiffbau dienen. Vom Frühjahr 1876 bis zum Sommer 1877 vertrat er an der Kaisei-Schule (Kaisei gakkō) in Tokio den dortigen Lehrer Gottfried Wagener, der von der japanischen Regierung mit der Organisation der Teilnahme Japans an der Weltausstellung Philadelphia beauftragt worden war. Bis 1886 arbeitete er danach für das japanische Industrieministerium, zuletzt als Dozent im Eisenwerk Kōbe. In dieser Zeit erarbeitete er die Baupläne für die Eisenbrücke Nijūbashi, die den Kaiserpalast Tokio erschließt. Ferner empfahl er den Einbau einer zentralen Dampfheizung für den Palast des Tennō. Für diese Leistungen zeichnete ihn die Regierung mit dem Orden der Aufgehenden Sonne aus. Als sein Vertrag mit dem Industrieministerium 1886 endete, engagierte ihn die Firma Carl Rohde & Co. als Leiter der Firma Sasuga & Co., die u. a. Geschäfte mit japanischen Regierungsstellen für die Firmen Siemens & Halske und Krupp sowie die Société Cockerill abwickelte.
1895 starb Heise an einer Lungenentzündung. Auf dem Tokioter Friedhof Aoyama ist sein Grab erhalten.